# 大鬥雙假面
大鬥雙假面是漫畫諸葛四郎系列裡的一部作品。

## 劇情簡介
在某天夜晚裡，桂國公主的臉上突然被夜襲的賊人掛上一面解不開的鐵面。事後桂國國王得知此為笑鐵面與哭鐵面一行人所作出的事情，他們要求若桂王想解開公主臉上的面具就必須交出王府內保藏的名劍「鳳劍」。
苦無可行之計的桂王想到可以請求他兄長衛王麾下的諸葛四郎前來援助。而初到桂國沒多久的四郎、就面臨到對手謹慎的行動而屢次挫敗‧‧‧。

## 故事角色

### 我方人物
林小弟
為住在山裡一名樵夫的兒子，誤將四郎當成為弒父的仇人。
事後了解來龍去脈後自願成為四郎和真平的幫手，也成為往後陸續作品裡登場的主要角色。

### 桂國人物
桂王
四郎服侍的君主衛王的弟弟，因親生女兒被裝上解不開的鐵面而向四郎請求援助。
杜將軍
桂國將軍之一。與哭鐵面爭搶鳳劍時被在一旁伺機的笑鐵面射箭而亡。
杜小將
杜將軍的兒子，欲將殺死父親的笑鐵面報仇。
姜將軍 魏將軍 韓將軍 陸將軍 常將軍
桂國的將軍們，五人裡其中一名為笑鐵面。

### 敵方人物
哭鐵面
面戴哀愁表情面具的角色。具謀略、心思謹慎，真實身份為韋國裡的一名人物。
笑鐵面
面戴歡樂表情面具的角色。真實真份為桂國裡的一名將領，即韓將軍。

#### 韋國
韋王
桂國鄰國的君王，因不滿先前與桂國間的種種糾紛，私下指使哭假面侵犯桂國。
辛將軍
手持雙刀的韋國猛將，綽號「豹眼辛」。武藝與四郎不相上下但行為過於魯莽，為殺害林小弟父親的兇手。
尤軍師
韋國攻打桂國平陽縣時指揮戰局的軍師。
韋國二王子
即哭假面，照韋王命令侵犯桂國，後在龍鳯郊被四郎殺死。

#### 蠻國
蠻王
勇猛善戰的君王，但心思不夠細膩，而被韋國遊說一同攻打桂國。

## 其它
此為唯一有改編成電影的諸葛四郎漫畫作品。